# Галини (Месина)
Галини је насеље у Италији у округу Месина, региону Сицилија.
Према процени из 2011. у насељу је живело 209 становника. Насеље се налази на надморској висини од 837 м.